# 佐治亚引导石
佐治亚引导石（英語：The Georgia Guidestones），亦称「喬治亞巨石陣」或“美国巨石阵”（American Stonehenge），是位于美国佐治亚州埃尔伯特县的一组巨型花岗岩石碑群。石碑群坐落在县城以北9千米的一座小山上，通高5.5米（18英尺），若连同石碑下端埋入土中的底座一并计算，则总高达6.1米（20英尺）。六块花岗岩总重约110吨。以碑文上首句将人口控制在五亿以内最为知名，也被视为大规模人口减少计划的引导。
石碑群由四块呈十字形围绕中柱放置的立碑和一块搭在中柱及立碑顶部的横碑组成。其中四块立碑的八个面分别使用八种现代语言（英语、西班牙语、斯瓦西里语、印地语、希伯来语、阿拉伯语、中文和俄语）镌刻的十条指示，而顶碑四个侧面则分别使用四种古代文字（巴比伦楔形文字、古希腊文、梵文和埃及圣书字）写明“让这里成为一个理性时代的引导石”。在石碑群西侧不远，还放置着一块小型石板，纪录着石碑群的历史及建造目的。
引導石作者的匿名性及其對人口控制，優生學和國際主義的明顯倡導，导致关于石碑的各种阴谋论的产生，例如666恐惧症的人使用谷歌地图测量距离时发现该石碑距离联合国总部刚好约等于666英里，加深了阴谋论者对石碑建造者撒旦崇拜动机的怀疑。
2022年当地时间7月6日上午，喬治亚引导石被爆破，由FBI發布的影片中看到，碑群在雷擊下严重受损，执法机构的调查人员已介入调查，在爆炸发生的数小时后，喬治亚引导石被当地政府拆除。7月下旬，市长丹尼尔格雷夫斯宣布将重建纪念碑，不过8月8日市议会投票决定将竖立纪念碑的五英亩土地归还给它的前主人。

## 历史
1979年6月，一位化名R·C·克里斯蒂安（R.C. Christian）的人委托艾尔伯顿花岗岩精加工公司（Elberton Granite Finishing Company）建造了这一石碑群，其余细节无人知晓。根据一种比较流行的假说，此人的化名出自欧洲神秘教团玫瑰十字会的创始人克里斯蒂安·羅森克魯茲。1980年3月，石碑群正式揭幕，至少百余人出席了仪式。

## 引导石碑
石碑群每一块立碑的的两个里面各有一种语言镌刻的十条指引，各语言叙述的内容完全相同。从正北方向顺时针算起，八种语言分别是英语、西班牙语、斯瓦西里语、印地语、希伯来语、阿拉伯语、汉语和俄语。
与其他语言版本不同，中文版本使用手写体，且行文比较口语化。原文为（使用繁体中文，自左至右书写，无标点，无编号）：
|  |  |  |

## 解释石板
在石碑群的西侧数米，设有一块花岗岩石板，石板水平嵌入土中，上表面与地面齐平。石板上的文字和示图简单说明了石碑群的结构、物理数据、天文学意义以及其他相关资讯。石板上还提到，其下方埋有一个时间胶囊，但时间胶囊埋入的日期和未来应该开启的日期都是空白。石板严格按照方向安放，在靠近四个边缘的正中各标有一个圆圈，分别以、和指明了该边缘正对的方向。
石板上的文字通篇使用英文。从北缘开始书写，首行居中刻有大字体标题（附中文译文）：

THE GEORGIA GUIDESTONES

CENTER CLUSTER ERECTED MARCH 22, 1980

佐治亚引导石

中间部分竖立于1980年3月22日

标题下绘有石碑群顶部横碑的正方形示意图，正方形中央是横碑四面所刻箴言的英文翻译：

LET THESE BE GUIDESTONES TO AN AGE OF REASON

让这里成为一个理性时代的引导石

正方形的四个边分别注明横碑上实际使用的古文字，自上开始顺时针方向分别是（巴比伦楔形文字）、（古希腊文）、（梵文）和（埃及圣书字）。
正方形示意图以下的文字内容分左右两部分：
- 左部分内容为：

ASTRONOMIC FEATURES
1. CHANNEL THROUGH STONE
INDICATES CELESTIAL POLE
2. HORIZONTAL SLOT INDICATES
ANNUAL TRAVEL OF SUN
3. SUNBEAM THROUGH CAPSTONE
MARKS NOONTIME THROUGHOUT
THE YEAR
AUTHOR: R.C.CHRISTIAN
(A PSEUDONYN)
SPONSORS: A SMALL GROUP
OF AMERICANS WHO SEEK
THE AGE OF REASON
TIME CAPSULE
PLACED SIX FEET BELOW THIS SPOT
On
TO BE OPENED ON

天文学特征
1. 石中通道
指示天极
2. 水平狭缝指示
太阳年度运行轨迹
3. 阳光通过顶石
标志着全年正午时分
作者：R·C·克里斯蒂安
（一个假名）
赞助人：一小群
找寻理性时代的美国人
时间胶囊
放置在此处以下六英尺
于
将开启于

- 右部分内容为：

PHYSICAL DATA
1. OVERALL HEIGHT - 19 FEET 3 INCHES
2. TOTAL WEIGHT - 237,746 POUNDS
3. FOUR MAJOR STONES ARE 16 FEET,
FOUR INCHES HIGH, EACH WEIGHING
AN AVERAGE OF 42,437 POUNDS
4. CENTER STONE IS 16 FEET, FOUR-
INCHES HIGH, WEIGHS 20,957
POUNDS
5. CAPSTONE IS 9-FEET, 8-INCHES
LONG, 6-FEET, 6-INCHES WIDE
1-FOOT, 7-INCHES THICK. WEIGHS
24,832 POUNDS
6. SUPPORT STONES (BASES) 7-FEET,
4 INCHES LONG 2-FEET WIDE.
1 FOOT, 4-INCHES THICK, EACH
WEIGHING AN AVERAGE OF 4,875
POUNDS
7. SUPPORT STONE (BASE) 4-FEET,
2½ INCHES LONG, 2-FEET, 2-INCHES
WIDE, 1-FOOT, 7-INCHES THICK.
WEIGHT 2,707 POUNDS
8. 951 CUBIC FEET GRANITE
9. GRANITE QUARRIED FROM PYRAMID
QUARRIES LOCATED 3 MILES WEST
OF ELBERTON, GEORGIA

物理数据
1. 总高度 - 19英尺3英寸
2. 总重量 - 237,746磅
3. 四块主碑为16英尺
四英寸高，每块重量
平均为42,437磅
4. 中央石柱为16英尺四
英寸高，重量为20,957
磅
5. 顶石为9-英尺，8-英寸
长, 6-英尺，6-英寸宽
1-英尺，7-英寸厚。重量为
24,832磅
6. 支撑石（基石）为7-英尺，
4英寸长，2-英尺宽，
1 英尺，4-英寸厚，每块
平均重量为4,875
磅
7. 支撑石（基石）为4-英尺，
2½ 英寸长，2-英尺，2-英寸
宽，1-英尺，7-英寸厚
重量为2,707磅
8. 951立方英尺花岗岩
9. 花岗岩开采自金字塔
采石场，位于佐治亚州艾尔伯顿3英里以西

接下来是另一张示意图，标明了竖碑上使用的八种现代语言（引导石语言）。
末尾，有一段居中的说明文字：

ADDITIONAL INFORMATION AVAILABLE AT ELBERTON GRANITE MUSEUM & EXHIBIT

COLLEGE AVENUE

ELBERTON, GEORGIA

更多资讯在埃尔伯顿花岗岩博物馆

学院大道

埃尔伯顿，佐治亚州

## 争议
日裔美籍音乐家小野洋子等人曾高度评价石碑群所指示的内容，将其誉为“对理性思考激动人心的召唤”（英語：a stirring call to rational thinking）。但也有许多人称之为“反基督的十诫”（Ten Commandments of the Antichrist）。
石碑群也引起阴谋论者的浓厚兴趣。在石碑建成揭幕时，一位当地官员就称，石碑群是“太阳崇拜、邪教崇拜以及魔鬼崇拜”的象征。诸如马克·戴斯（Mark Dice）之类的行动主义者，则认为石碑群与魔鬼渊源深厚，其制作者的假名与“新世界秩序（New World Order）”阴谋有关，从而要求将石碑粉碎处理，石料改作他用。
2008年，有人使用聚氨酯涂料在石碑上涂抹口号，如“你们不会得逞”（You will not succeed）、“新世界秩序去死”（Death to the new world order）等。《连线》杂志称之为“巨石阵遭到的首次严重破坏”。

### 引用
1. ↑  .   [2011-12-08]. （原始内容存档于2004-08-10）.
2. 1 2  Decoding the Georgia Guidestones （页面存档备份，存于） by Van Smith. Van's Hardware Journal (December 28, 2009)
3. 1 2 3 4 5 6 7  American Stonehenge: Monumental Instructions for the Post-Apocalypse （页面存档备份，存于） by Randall Sullivan. Wired Magazine ISSUE 17.05 (May 2009)
4. ↑  .   [2022-04-19]. （原始内容存档于2022-01-07）.
5. ↑  Gorman, Steve. . Reuters. 2022-07-07  [2022-07-07]. （原始内容存档于2022-07-07） （英语）.
6. ↑  Fowler, Stephen. . Georgia Public Broadcasting.   [2022-12-28]. （原始内容存档于2022-12-28） （英语）.
7. ↑  Ford, Wayne. . Online Athens.   [2022-12-28]. （原始内容存档于2022-12-28） （美国英语）.
8. 1 2  Moran (2004); p.193
9. ↑  The Elberton, Georgia (2005)
10. ↑  . Photobucket.   [2009-05-09]. （原始内容存档于2011-09-29）.

## 外部連結

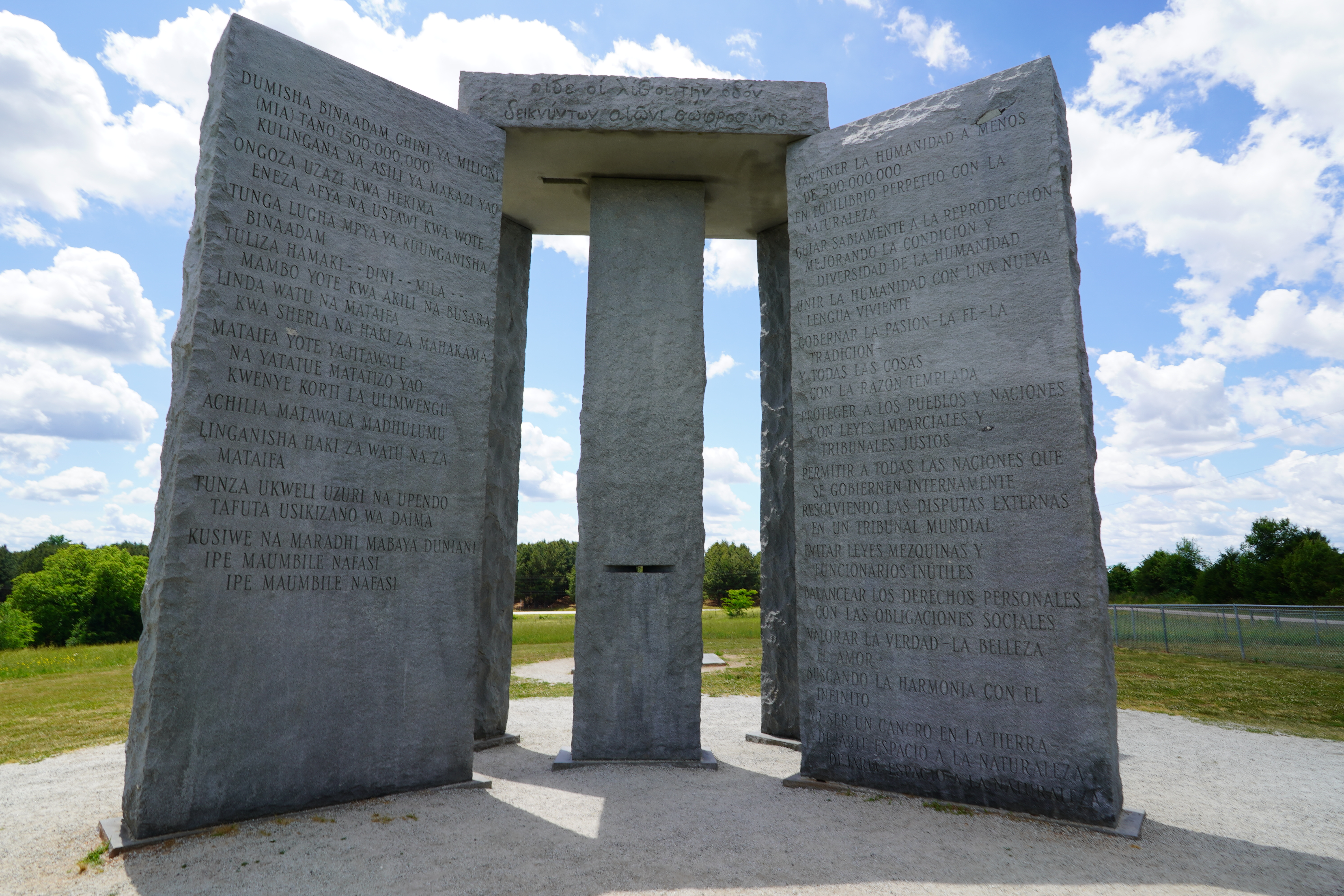
喬治亞引導石

- The Georgia Guidestones Movie （页面存档备份，存于）
- The Georgia Guidestone Guidebook – Elberton Granite (1981)
- Roadside Georgia （页面存档备份，存于）
- Georgia Guidestones photos at Flickr （页面存档备份，存于）
- American Stonehenge: Monumental Instructions for the Post-Apocalypse （页面存档备份，存于）
- Georgia Guidestones Video and Photos by Travelers LeahAndMark.com （页面存档备份，存于）
- Dunning, Brian. . Skeptoid. March 23, 2010.
- Georgia's Own Doomsday Stonehenge Monument （页面存档备份，存于）
- Piece of GA Guidestones Recovered After Nearly Four Years